# Rome: Total War
Rome: Total War es un videojuego de estrategia en tiempo real de la desarrolladora británica Creative Assembly, perteneciente a la serie de videojuegos Total War, de esta misma empresa, publicado en 2004.
El juego trata sobre los principios del aumento del poder de Roma, en el 270 a. C., y el jugador ha de encaminar su facción hacia la dominación del imperio. Al principio el jugador debe escoger las familias que influyeron en algún momento en la historia de Roma: los Brutos (Brutii), los Julios (Julii) y los Escipiones (Scipii), aunque el jugador puede elegir facciones no romanas si las derrota durante la campaña. Cada una de las familias romanas comienza en un lugar diferente y cuenta con distintos objetivos: los Brutos comienzan al sur de Italia, y deben conquistar Grecia; los Julios en el norte de Italia y deben conquistar la Galia y Cerdeña; y los Escipiones comienzan en Capua en el centro de Italia y en Sicilia, teniendo que conquistar Sicilia, y más tarde, Cartago. Cuando la familia que diriges se vuelve demasiado poderosa puede marchar sobre Roma e iniciar una guerra civil.
Un port para iPad fue lanzado en otoño de 2016, desarrollado por Feral Interactive, compañía inglesa que más tarde lanzaría versiones del juego para iPhone y Android en 2018.

## Sistema de juego

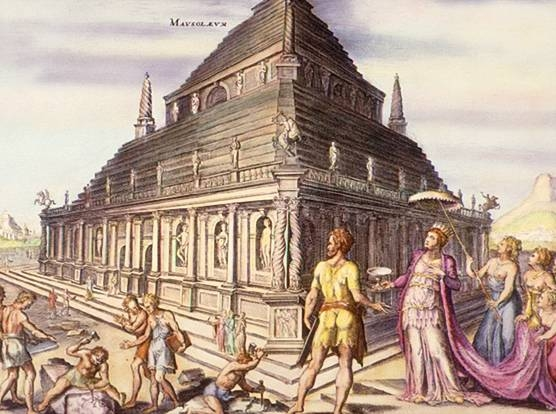
El Mausoleo de Halicarnaso disminuye el tiempo para las construcciones inferiores de 5 turnos.

Rome: Total War combina la estrategia de gestión por turnos y batallas en tres dimensiones y en tiempo real. El apartado gráfico en el mapa y en las batallas fue es muy atractivo para la época de su lanzamiento.
El juego está situado cuando el poder de Roma crecía hasta el fin de la República Romana con diversas facciones de la época. Hay 2 diferentes modos para jugar: Campaña y Batalla, esta última tiene diferentes modos como la batalla histórica, rápida, personalizada y por supuesto batalla multijugador.
Las campañas consisten en un mapa en que tu objetivo principal es conquistar todo. Hay dos tipos de campaña. Los hijos de Marte (tutorial) es en el siglo IV a. C., el Senado ha cedido un ejército a la familia romana de los julios para que conquisten tierras para el Senado. Básicamente es una campaña para aprender. La Campaña Imperial se inicia en el 270 a. C. Abarca toda Europa, el Norte de África y Asia Menor. Al principio solo se puede jugar con las familias romanas romanas pero se puede desbloquear algunas de las facciones no romanas al vencerlas en la campaña conquistando el último de sus enclaves. Hay dos tipos de objetivos: La Campaña corta, que es conquistar 15 provincias o tener al menos un enclave cuando ciertas facciones desaparezcan (depende la facción usada) o la Campaña larga, que es tener 50 enclaves y conquistar la ciudad de Roma.
Rome: Total War permite a los jugadores luchar en diferentes escenarios históricos. El jugador toma el control de un general del ejército al que superan en número o a punto de perder, y debe luchar duro por la victoria. Los consejeros ayudan en este tipo de batallas.

## Lista de facciones

### Facciones romanas
- Julios: El jugador inicia la campaña con unos pocos enclaves al norte de Italia. A pesar de ser superiores a sus enemigos táctica y estratégicamente, suelen ser inferiores en números. Facción jugable.

- Escipiones: El jugador inicia la campaña con un enclave en el sur de Italia y otro en Sicilia. Facción jugable.

- Brutos: El jugador inicia la campaña con dos enclaves al sur de Italia. Facción jugable.

- SPQR: El senado y el pueblo de Roma; es una facción muy inactiva y no participa mucho en el juego. Controla la región del Lacio donde está Roma y ofrece las misiones del senado. Facción no jugable.

### Facciones helenas
- Polis griegas: El jugador inicia la campaña con un enclave en Sicilia, dos enclaves en Grecia, uno en la isla de Rodas y otro en la Anatolia. La facción esta favorecida económicamente y su enclave capital Esparta tiene un avance rápido, por lo cual son fuertes al iniciar la campaña. Se pueden desbloquear al destruir esta facción. Facción jugable.

- Macedonia: Controla el norte y parte del sur de Grecia, teniendo como vecinos a los dacios, tracios y a los griegos. Esta facción está favorecida económicamente y comienza muy avanzada militarmente. Facción no jugable.

- Imperio seléucida: Al iniciar la partida el jugador controla parte de Asia menor y de la península de Anatolia. Es una facción muy fuerte ya que es la mejor beneficiada económicamente del juego. Se puede desbloquear si es derrotada por el jugador. Facción jugable.

### Facciones bárbaras
- Galia: Al empezar la partida controla la mayoría de Francia, un territorio al norte de Hispania y dos territorios en el norte de Italia. Se puede desbloquear si es derrotada por el jugador. Facción jugable.

- Britania: Al comenzar la campaña el jugador controla toda Gran Bretaña y una región en Europa. Se puede desbloquear si es derrotada por el jugador. Facción jugable.

- Germania: Al iniciar la partida el jugador controla parte de Germania y Polonia. Esta facción es muy potente y difícil de destruir si es manejada por la IA. Se puede desbloquear si es derrotada por el jugador. Facción jugable.

- Hispania: La facción es pobre y tiene sus regiones dispersas y mal organizadas. Facción no jugable.

- Dacia: Facción bárbara estándar y una de las más pobres al iniciar. La facción inicialmente controla dos territorios al norte de Grecia limitando con los macedonios y los tracios. Facción no jugable.

- Tracia: Facción con una combinación de soldados helenos y bárbaros con caballería limitada. Habitan las costas del mar de los Balcanes y limitan con los escitas. Facción no jugable.

- Escitas: Son una facción pobre de jinetes nómadas que controlan el resto de los territorios en el norte del mapa con excepción a tres regiones: dos controladas por rebeldes y la última por Partia. Son relativamente débiles al iniciar el juego que caen en decadencia, pero en ocasiones se pueden volver fuertes. Facción no jugable.

### Facciones de Asia Menor
- Partia: Facción con poderosa caballería que puede entrenar elefantes; su infantería es la típica de las facciones del Medio Oriente y es muy débil, pero puede reclutar caballería fuerte. Controlan los territorios del extremo este del mapa. Se puede desbloquear si es derrotada por el jugador. Facción jugable.

- Armenia: Facción ubicada en el centro del Medio Oriente que sólo controla dos regiones; una de las más débiles del juego, pero son capaces de reclutar caballería poderosa y falanges. Facción no jugable.

- Ponto: Facción ubicada al norte de Anatolia que controla Ponto y Capadocia. Aunque son muy débiles al inicio, se fortalecen al reclutar catafractas, jinetes arqueros y falanges. Facción no jugable.

### Facciones del desierto
- Cartago: La facción más débil en contra de los romanos pero que avanza tecnológicamente más rápido que estos. Tienen uno de los ejércitos más completos del juego debido a su flexible selección de soldados, incluyendo falanges, caballería numerosa, infantería ligera, catapultas y hostigadores. Controlan Cerdeña, una región al sur de Hispania, otra en Sicilia, dos enclaves en África y las islas Baleares. Se puede desbloquear si es derrotada por el jugador. Facción jugable.

- Numidia: Una de las facciones más débiles que controla tres territorios: Numidia, Libia y Tripolitania. Su ejército está formado por caballería de escudo grande, propia de cartagineses e hispanos, arqueros cartagineses, caballería de camellos y nómadas del desierto. Facción no jugable.

- Egipto: Facción poderosa cuyo ejército se basa en falanges, caballería poderosa aunque limitada, carros de guerra, arqueros e infantería ligera. La facción controla seis enclaves: Alejandría, Menfis, Tebas, Judea, Fenicia y Chipre. Se puede desbloquear si es derrotada por el jugador. Facción jugable.

### Facciones y características

El Coliseo Romano solo puede ser construido por esta facción avanzada.

En el juego aparecen 20 facciones diferentes (21 si se cuentan los Rebeldes). También se muestran sugerencias de lo que se podría conquistar, para completar los objetivos. Las culturas son importantes en el juego. Hay 20 facciones sin contar los Rebeldes. Cada facción es de una cultura y depende de esta podrá hacer unos soldados específicos u otros edificios especiales. Por ejemplo, las facciones de cultura romana podrán hacer Triarios cosa que los de la cultura bárbara no. Los rebeldes no se considera facción pero su cultura es bárbara.
Los romanos pueden construir Coliseos en sus enclaves para que suba la felicidad de la gente.
En los enclaves de las facciones podrá construir edificios para reclutamiento (Cuarteles para reclutar infantería, caballería etc.), edificios para añadir efectos positivos a la ciudad (como los baños públicos que aumenta la higiene), edificios defensivos (Murallas), los templos que cada dios concede su fervor diferente (El templo de Afrodita favorece al crecimiento demográfico de la ciudad) y edificios para pasar al siguiente nivel. Para construir un edificio, hay que esperar determinado número de turnos. Depende de cada edificio, puede ser más turnos o menos turnos.
Cuanto más alto sea el estatus, más edificios puedes hacer o mejorar los anteriores. Los bárbaros solo pueden alcanzar hasta el estatus Ciudad. En las facciones romanas cuando una urbe pasa a ser metrópolis se producen las reformas de Cayo Mario, estas permiten según el estado de tus barracas reclutar a las cohortes romana y a otras unidades.
Los miembros de la familia en la campaña, podrán hacer construcciones en el mapa como atalayasque sirve para explorar una zona determinada. Solo se puede construir dentro de tus fronteras y en territorio llano. Fuertes sirven para instalarse temporalmente en un sitio del mapa. Si pasa un turno y no hay nadie en el fuerte, automáticamente desaparecerá. Se puede construir dentro o fuera de tus fronteras, pero en territorio llano.
Cada ciudad tiene sus gastos y ganancias que se restan, el resultado se junta con los ingresos de las otras ciudades y es el dinero que gana el imperio en cada turno. 
También puede que pierda dinero. En el juego se gana dinero construyendo puertos, carreteras y mercados, o bien esclavizando o exterminando la población de un enclave asediado. Si construyes un anfiteatro u otros edificios públicos, es un gasto para la ciudad. También puedes subir o bajar los impuestos de la ciudad, pero cuidado con subirlos demasiado, pues la población se puede rebelar.

### Árbol genealógico
En el juego cada facción tiene su árbol genealógico donde están todos los miembros masculinos de la familia, que son generales de tu facción. Los dos más importantes son el Líder de la facción y el heredero. Cuando muere el líder, el heredero se convierte en líder y se elige un nuevo heredero, el cual se puede elegir personalmente. Cada miembro de la familia tiene distintas habilidades para las batallas, personalidad propia (puede ser inteligente, tonto, vago) y un séquito, que tiene sus ventajas o desventajas. El árbol es uno de los elementos más importantes del juego, porque si mueren todos los miembros de la familia, deja de existir la facción y en el caso del jugador, se pierde la partida. 

### Agentes
En la partida, habrá tres tipos de agentes que podrán llevar a cabo distintas acciones en el mapa de campaña como el diplomático puede contactar con otras facciones para aliarse, para crear un protectorado, negociar un alto el fuego, exigir un tributo, sobornar al ejército, enclave o agente enemigo. Los espías sirven para causar descontento en ciudades enemigas, explorar, o sabotear las puertas de una ciudad durante un asedio. Los asesinos pueden asesinar miembros de familias enemigos y sabotear edificios de una ciudad.

### Batallas históricas
En las batallas históricas de Rome Total War, el jugador toma el papel de diversos líderes en diferentes batallas de la antigüedad, empleando las unidades y tácticas realizadas por los ejércitos reales. No obstante, en algunos casos no se lleva a cabo completamente fiel a la realidad, por ejemplo, en la Batalla del Lago Trasimeno donde un ejército romano fue completamente aniquilado por los cartagineses de Aníbal, el jugador toma el papel de los soldados romanos salvando al ejército de una derrota estrepitosa. El siguiente cuadro muestra la lista completa de batallas.
| Batalla de Asculum               | 279 A.c | República Romana Vs. Imperio Seleucida                              | Batalla terrestre |
| Sitio de Esparta                 | 272 A.c | Imperio Seleucida y Reino de Epiro Vs. Esparta y Reino de Macedonia | Batalla terrestre |
| Batalla de Telamon               | 225 A.c | La Galia Vs. República Romana                                       | Batalla terrestre |
| Batalla del Trebia               | 218 A.c | Cartago Vs. República Romana                                        | Batalla terrestre |
| Batalla del Lago Trasimeno       | 217 A.c | República Romana Vs. Cartago                                        | Batalla terrestre |
| Batalla de Rafia                 | 217 A.c | Imperio Seleucida Vs. Egipto Ptolemaico                             | Batalla terrestre |
| Batalla de Cinoscefalos          | 197 A.c | República Romana Vs. Reino de Macedonia                             | Batalla terrestre |
| Batalla de Carras                | 53 A.c  | República Romana Vs. Imperio Parto                                  | Batalla terrestre |
| Sitio de Gergovia                | 52 A.c  | República Romana Vs. La Galia                                       | Batalla terrestre |
| Batalla del bosque de Teutoburgo | 9 D.c   | Imperio Romano Vs. Germania                                         | Batalla terrestre |

### Producción
Una versión demostrativa del juego fue lanzada el 23 de agosto de 2004 y está disponible gratuitamente para su descarga. Cuenta con una versión jugable de la batalla del río Trebia, con el jugador que realiza el papel del brillante general Aníbal.
Antes de su lanzamiento, se utilizó una versión preliminar, pero completamente funcional del motor del juego en dos series de programas de televisión: Decisive Battles de History Channel, donde fue utilizado para recrear famosas batallas históricas, y Time Commanders de BBC Two, donde los equipos de los no jugadores novatos comandaron ejércitos antiguos para reproducir batallas clave de la antigüedad. El motor del juego fue muy bien afinado específicamente para estos programas de televisión por los historiadores militares para el máximo rigor histórico. Además,  las series tenían la misma banda sonora como las batallas en Rome: Total War.
La banda de sonido de la música original del juego fue compuesta por Jeff van Dyck, que recibió una nominación de BAFTA (British Academy) Interactive Awards por su trabajo. Su esposa Angela van Dyck actuó en algunas de las voces, incluyendo "Forever", que desempeña durante los créditos del juego; Angela también escribió la letra de la canción "Divinitus" escrita en Latín.

## Expansiones

### Rome: Total War. Barbarian Invasion
En 2005 se lanzó al mercado una expansión, Rome: Total War. Barbarian Invasion, ambientada siglos más tarde, tras la división del Imperio Romano en Oriente y Occidente durante la época en que ocurrieron las grandes invasiones bárbaras.
En la expansión puedes controlar también a grandes hordas como los Hunos, y a nuevas facciones bárbaras y nómadas, que dan un aspecto realmente novedoso, y pueden avanzar al nivel de 'metrópolis', reflejando el avance tecnológico de esas civilizaciones respecto a las tribus germánicas y galas de la entrega original Rome: Total War. 
Las facciones 'de horda' tienen un sistema de 'regeneración' cuando se quedan sin patria que no les asegura la victoria, pero hace que su estilo de juego pueda ser distinto al clásico del Rome: Total War.
Además se modifica el aspecto de la religión, que puede llegar a afectar muy negativamente a la lealtad de la población si no se maneja con cuidado.
El apartado gráfico no cambia, aunque se incluye la opción de combate nocturno (que puede ser muy ventajosa para algunos personajes) y un buen elenco de nuevas unidades para prácticamente todas las nuevas civilizaciones, de las que solo son jugables 10.

### Rome: Total War. Alexander
En junio de 2006 se publicó una segunda expansión, Rome: Total War. Alexander, al calor de la película Alejandro Magno de Oliver Stone, protagonizada por Colin Farrell. Esta expansión, que quiebra la cronología del juego, retrocede en el tiempo para escenificar la época en la que Alejandro Magno lleva a cabo su conquista del Imperio persa (Imperio aqueménida). Se reemplaza el mapa característico de las anteriores entregas de Rome: Total War para recrear un mapa que engloba el Mediterráneo oriental, pasando por Oriente Próximo hasta el Hindú Kush, en donde se desarrollaron las campañas del célebre general macedonio. Contiene todos los elementos de la saga con la peculiaridad de tener que asentar las conquistas antes del fallecimiento de Alejandro. Esta expansión no tuvo mucho éxito con el modo campaña, ya que, para muchos, resulta ser una campaña "fugaz" (rápida) que deja mucho que desear; aun así, su punto fuerte parecen ser más bien las batallas personalizadas e históricas.

## Recepción
Rome: Total War ha sido aclamado por muchos críticos, considerándolo uno de los mejores videojuegos de estrategia de 2004, ganando numerosos premios y altas puntuaciones de sitios web de juegos y revistas por igual. 

### Modificaciones enRome: Total War
En el Rome: Total War y todas sus expansiones, es muy fácil modificar los datos y archivos del juego, por lo tanto se ha creado numerosos mods del juego:
- Iberia: Total War: Modificación ambientada en la época de invasión de la península. Considerado uno de los mayores mods de este juego además de ser uno de los pocos mods en castellano. Ha sido creado por el Clan de los Celtiberos.
- Europa Barbarorum: Modificación ambientada en la Antigüedad, que trata de añadir una mayor fidelidad histórica, añadiendo un apartado extenso de tropas y mecánicas mejorando la jugabilidad de una forma nunca antes vista. Premiado en multitud de ocasiones por las páginas especializadas, es considerado por la comunidad Total War como el mod más completo y ambicioso del juego.
- Napoleonic Total War 2: Modificación ambientada en la época napoleónica, orientada sobre todo a las batallas multijugador. Fue el único mod que llegó a jugarse masivamente en multijugador.
- The lord of the rings total war (Fourth Age): Modificación basada en el Señor de los Anillos que añade como atractivo principal ciudades majestuosas basadas en la serie de libros mencionada.
- Total War: Exceed-kun Edition : Modificación ambientada en la Antigüedad, siendo un recopilatorio de diversos proyectos de creadores independientes, orientado a la fidelidad histórica y batallas épicas con un nivel de realismo sublime.
- The Lord of the Rings - Total War: Otra modificación basada en la obra del escritor J.R.R. Tolkien.

## Secuelas
Al principio del verano de 2012, The Creative Assembly anunció la segunda entrega de Rome Total War y entre sus características nuevas destacan un nuevo motor gráfico, 50 facciones nuevas y las batallas navales.